# Makin
Makin eller Makinatollen (även Makin Meang och Little Makin) är en ö i Mikronesien i Stilla havet, som politiskt tillhör Kiribati.

## Geografi
Makin är den nordligaste ön bland Gilbertöarna och ligger cirka 153 kilometer norr om huvudön Tarawa. Ofta inräknas Makin till Butaritariatollen som ligger endast 3 km söderut.
Ön är en korallatoll och har en areal om ca 6,7 km². Söder om huvudön Little Makin ligger 4 småöar Aonbike, Tebua Tarawa, Kiebu och Onne längs en ca 7 km lång linje. Hela atollen omges av ett korallrev. Den högsta höjden är på endast några m ö.h.
Befolkningen uppgår till ca 1 800 invånare.
Makin har en liten flygplats Makin Island Airport (flygplatskod "MTK") på huvudöns östra del för lokalt flyg.

## Historia
Ön upptäcktes tillsammans med Butaritari den 21 december 1605 av spanske Pedro Fernández de Quirós.
1820 namngav estnisk/ryske Adam Johann von Krusenstern öarna Iles Gilbert och Gilbertöarna blev tillsammans med Elliceöarna slutligen ett brittiskt protektorat 1892. I januari 1915 blev området en separat brittisk koloni.
Under andra världskriget ockuperades området den 9 december 1941 av Japan och ockupationen varade till 1942 då USA fördrev de japanska styrkorna. Dessa återvände under 1943 innan öarna slutligen togs över av amerikanska styrkor. USA kallade hela området felaktigt för Makinatollen trots att Butaritari är en egen ögrupp. Efter andra världskriget återgick ön under brittisk överhöghet.
1971 erhöll Gilbertöarna autonomi och blev den 12 juli 1979 en självständig republik med namnet Kiribati.